# 锺敬文
锺敬文（1903年3月20日—2002年1月10日），原名锺谭宗，笔名静闻、金粟，广东海丰人，客家人，中国民间文学和民俗学的开拓者之一，中国民间文艺家协会主席、中国民俗学会理事长。被誉为“中国民俗学之父”。

## 生平
1903年3月20日，鍾敬文生於廣東海豐北部的公平鎮。父親是開生果行的商人，幼年讀過私塾。1911年，辛亥革命後剪去辮子到當地的小學唸書。畢業後轉入陸安師範學習。從師範畢業後返鄉在小學任教了一年，後到廣州嶺南大學中文系做文牘員，不久轉做嶺大附中的國文教員，在嶺大他結識了冼星海和劉乾初。1927年秋，到國立中山大學中文系做助教。1934年，锺敬文赴早稻田大学文学部研究院留学研修。1936年夏，回到杭州在民眾教育實驗學校和國立藝術院任教。1937年，八一三抗戰後西遷。1938年初，到達桂林，並在當地的無錫教育學院任教。夏，應尚仲衣之邀到曲江的第四戰區政治部工作，政治部遷往柳州後他留在廣東綏靖公署工作，後到疏散至粵北山區坪石的國立中山大學繼續任教。1944年，隨中大遷至連縣。1945年秋，遷回廣州。1946年末，離開廣州，赴由中共和民盟合辦的香港达德学院文学系任教。1949年5月初，赴北京後到北京师范大学任中文系教授、系主任。
2002年1月10日0点01分，以99岁高龄病逝于北京友谊医院。

## 著作
一生有大量散文作品面世，结集出版了《民间文艺》、《锺敬文民间文学论集》、《锺敬文学术论著自选集》、《民俗文化学》等专著，著有散文集《荔枝小品》、《西湖漫拾》、《湖上散记》，诗集《海滨的二月》、《未来的春》、《天风海涛室诗词钞》等。